# بني سليم (المدارعة)
بني سليم هو دُوَّار يقع بجماعة أمرامر، إقليم الصويرة، جهة مراكش آسفي في المملكة المغربية. ينتمي الدوّار لمشيخة المدارعة التي تضم 14 دوار. يقدر عدد سكانه بـ 436 نسمة حسب الإحصاء الرسمي للسكان والسكنى لسنة 2004.

## روابط خارجية
- البوابة الوطنية للجماعات الترابية نسخة محفوظة 12 مارس 2018 على موقع واي باك مشين.
- المندوبية السامية للتخطيط